# Manorhamilton
Manorhamilton (Cluainín Uí Ruairc in gaelico irlandese) è un piccolo abitato del Leitrim, in Irlanda. Situato sulla strada N16 che collega il nord della nazione, ha avuto notevole importanza storica nonostante le dimensioni attuali. 
Il nome soprattutto, mostra la storia travagliata del centro. Il corrispettivo gaelico significa infatti "piccolo prato degli O'Rourke", antichi abitanti e signori gaelici della zona, mentre la versione inglese si riferisce alla dimora (manor) di Hamilton, il colonizzatore scozzese insediatosi successivamente agli O'Rourke, che erano stanziati nella vicina Dromahair, grazie alla concessione della corona inglese per i suoi servigi nelle guerre in Europa durante il XVII secolo.
Oggi Manorhamilton può essere considerato un centro dormitorio per pendolari che lavorano a Sligo, distante soltanto 27 km.

## Luoghi d'interesse
- Manorhamilton Castle & Heritage Centre
- Leitrim Sculpture Centre
- The Organic Centre
- The Glens Centre
- Tullyskearney Megalithic Tombs
- Glencar Waterfall
- Famine Graveyard